# Погосян, Алексан Сарибекович
Алекса́н Сарибе́кович Погося́н (арм. Ալեքսան Սարիբեկի Պողոսյան; 1909, село Агджагала Карсской области Российской империи — дата и место смерти не установлены) — армянский советский комбайнёр, передовик сельскохозяйственного производства. Герой Социалистического Труда (1951).

## Биография
Алексан Сарибекович Погосян родился в 1909 году в селе Агджагала Карсской области Российской империи в семье рабочего. Во время армяно-турецкой войны 1920 года семья Погосянов переехала в город Александраполь. В 1921 году семья переселилась в селе Ахурянского района Арап, затем в селе Воскеаск, после чего вернулась в город Ленинакан. С 1921 года Алексан Погосян учился в средних школах Арапа и Ленинакана.
После получения среднего образования в 1931 году Алексан Погосян устроился на работу в колхоз села Воскеаск Ахурянского района Армянской ССР, где проработал год. В 1932 году Погосян прошёл курсы подготовки механизаторов сельского хозяйства при Ахурянской машинно-тракторной станции, после чего стал трактористом и комбайнёром Ахурянской МТС. Усовершенствовав профессиональные навыки и проявив себя с лучшей стороны, в 1936 году Погосян был назначен бригадиром тракторной бригады. Погосян систематически перевыполнял намеченные производственные планы и повышал урожайность сельскохозяйственных культур, за что в 1935 году был награждён орденом Трудового Красного Знамени. В 1940 году Погосян вступил в ряды ВКП(б)/КПСС. В том же году он перешёл в Гарибджанянскую машинно-тракторную станцию Ахурянского района Армянской ССР, где также трудился в качестве комбайнёра и бригадира тракторной бригады.
В годы Великой Отечественной войны, в условиях отсутствия качественных кадров и необходимых запчастей, Алексану Погосяну удалось обеспечить работу комбайнов и тракторов. В 1950 году, в результате работы с часовым графиком, оказания рабочим машинам отличного технического ухода, совершения их своевременной и высококачественной починки, а также изменения и улучшения механизмов бригадир и комбайнёр Алексан Погосян своим комбайном «Сталинец-6» за 24 рабочих дня намолотил рекордный урожай: 7188 центнеров зерновых культур и 191 центнер семян трав.
Указом Президиума Верховного Совета СССР от 3 июля 1951 года за получение в 1950 году высоких урожаев табака на поливных землях и достижение высоких показателей на уборке и обмолоте зерновых культур и семян трав Алексану Сарибековичу Погосяну было присвоено звание Героя Социалистического Труда с вручением ордена Ленина и золотой медали «Серп и Молот».
В 1955, 1956 и 1957 годах Алексан Погосян был кандидатом в участники Всесоюзной сельскохозяйственной выставки и был награждён золотой и серебряной медалями ВСХВ. С 1958 года, в связи с упразднением машинно-тракторных станций, Погосян перешёл на работу в качестве бригадира тракторной бригады в колхозе села Воскеаск Ахурянского района Армянской ССР. Бригада Погосяна, состоящая из 24 механизаторов, уже в первый год седьмой пятилетки достигла высоких результатов. Вследствие последовательного применения агротехнических мероприятий и расширения механизации процессов, бригаде удалось способствовать повышению урожайности: колхоз получил 17 центнеров пшеницы и 241 центнеров сахарной свеклы.
Алексан Сарибекович Погосян также занимался общественной деятельностью. Он избирался депутатом Верховного Совета Армянской ССР III—V созывов.

## Награды
- Герой Социалистического Труда (Указ Президиума Верховного Совета СССР от 3 июля 1951 года, орден Ленина и медаль «Серп и Молот») — за получение в 1950 году высоких урожаев табака на поливных землях и достижение высоких показателей на уборке и обмолоте зерновых культур и семян трав[7].
- Орден Ленина (2.06.1952)[7][5].
- Два ордена Трудового Красного Знамени (30.12.1935 — за трудовой героизм, за успехи в деле поднятия урожайности зерна не менее, чем до 150 пудов с гектара, за превышение на 100—200 процентов установленных норм выработки на трактор и молотилку, 3.11.1953)[7][5].
- Медаль «За оборону Кавказа»[5].
- Медаль «За доблестный труд в Великой Отечественной войне»[5].
- Золотая медаль ВСХВ[4].
- Серебряная медаль ВСХВ[4].
- Знак «Передовой комбайнёр»[5].
- Знак «Передовой тракторный бригадир»[5].